# Splendrillia debilis
Splendrillia debilis é uma espécie de gastrópode do gênero Splendrillia, pertencente a família Drilliidae.